# Bartholomeus van Hove
Bartholomeus Johannes van Hove (28 de octubre de 1790, La Haya – 8 de noviembre de 1880, ibíd.) fue un pintor holandés padre del también pintor Hubertus van Hove. Bartholomeus jugó un importante papel en el desarrollo de la pintura del siglo XIX por la gran cantidad de discípulos a los que enseñó. Fue capaz de enseñar sus habilidades a una larga lista de artistas de los que, especialmente, Johannes Bosboom y Jan Hendrik Weissenbruch alcanzarían grandes logros.

## Biografía
Bartholomeus fue pupilo de su padre Hubertus van Hove el viejo y del pintor JHAA Breckenheijmer. En 1820 fue nombrado director de la Academia de Arte de La Haya y fue ocupando ese cargo que se convirtió en maestro de su hijo Hubertus van Hove, Carel Jacobus Behr, Petrus Augustus Beretta, Pieter Gerardus Bernhard, Johannes Bosboom, Cornelis de Cocq, Johannes Josephus Destree, Lambertus Hardenberg, Johannes van Hove, Herman Gijsbert Keppel Hesselink, Everhardus Koster, Charles Leickert, Maurits Leon, Ferdinand Carl Sierich, Johannes Anthonie Balthasar Stroebel, Willem Troost, Petrus Gerardus Vertin, Salomon Verveer, Lodewijk Anthony Vintcent, Hendricus Stephanus Johannes van Weerden, Jan Hendrik Weissenbruch, Cornelis Westerbeek, and Salomon van Witsen.
En 1823, recibió el encargo del Departamento de Guerra de ilustrar en una serie de dibujos a lápiz la variedad de uniformes del ejército holandés. Bartholomeus fue también un artista decorativo y en 1829 sucedió a su maestro JHAA Breckenheijmer como pintor de escenarios para el Teatro Real de La Haya.
En el mundo pictórico de La Haya fue una figura pública y en 1847 fundó, junto a otros artistas, el Pulchri Studio convirtiéndose en el primer presidente de este grupo cargo que ostentó hasta 1851. Fue también miembro de la asociación de artistas Arti et Amicitiae en donde fue nombrado presidente honorario en 1874.

## Estilo
Exceptuando el decorado escénico las pinturas de Van Hove fueron en su mayoría paisajes urbanos e interiores de iglesias de estilo romántico. Sus trabajos iniciales se caracterizan por un preciso y detallado estilo de pintura lo cual contrata fuertemente con el rudo y colorido estilo de la pintura para escenarios. Sus paisajes urbanos e interiores de iglesias están a menudo decoradas con figuras que en ocasiones pintó su hijo Hubertus. Sus últimos paisajes eran de un tono más suave y flexible acorde con una coloración gris adecuada.  

## Selección de obras

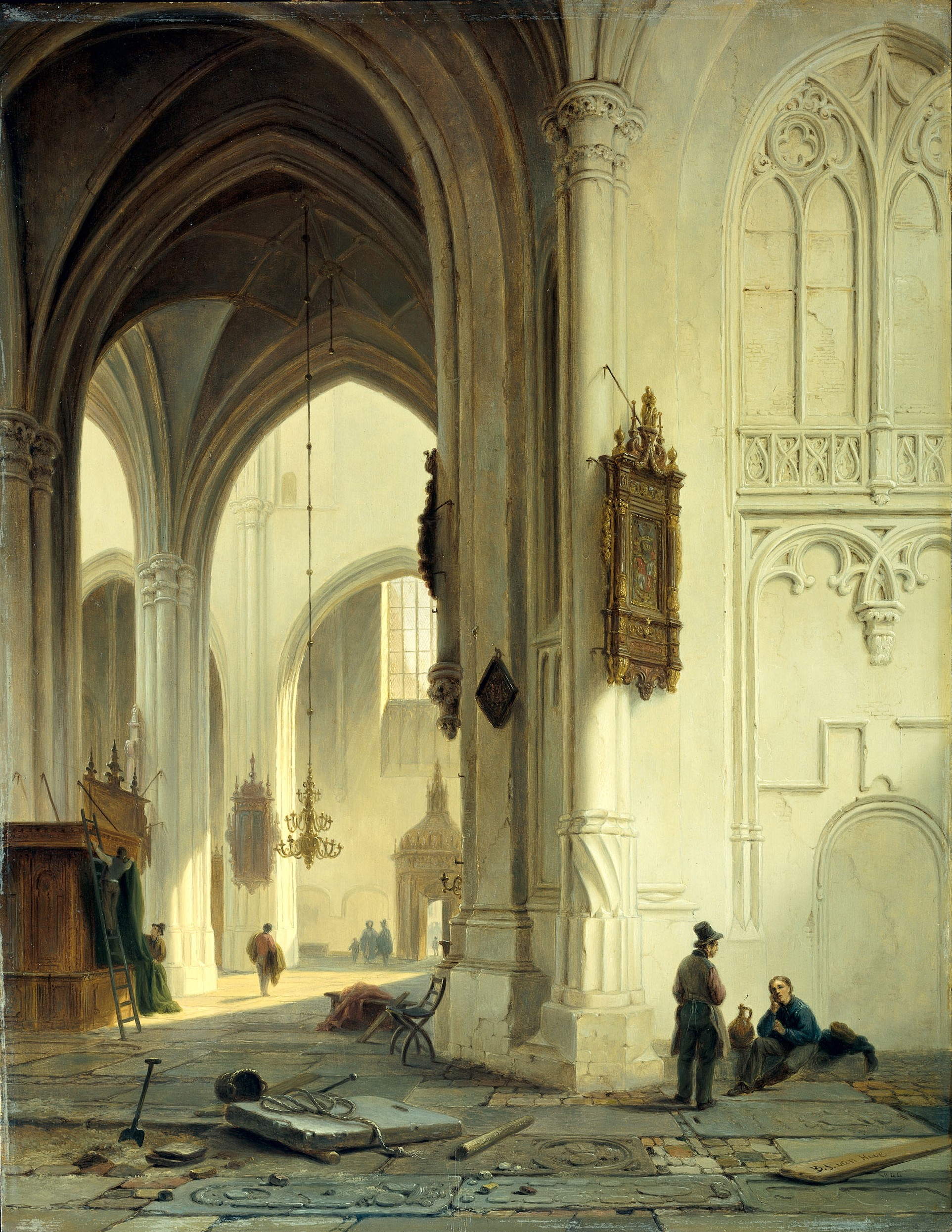
Interior de iglesia (1844). Óleo sobre panel.
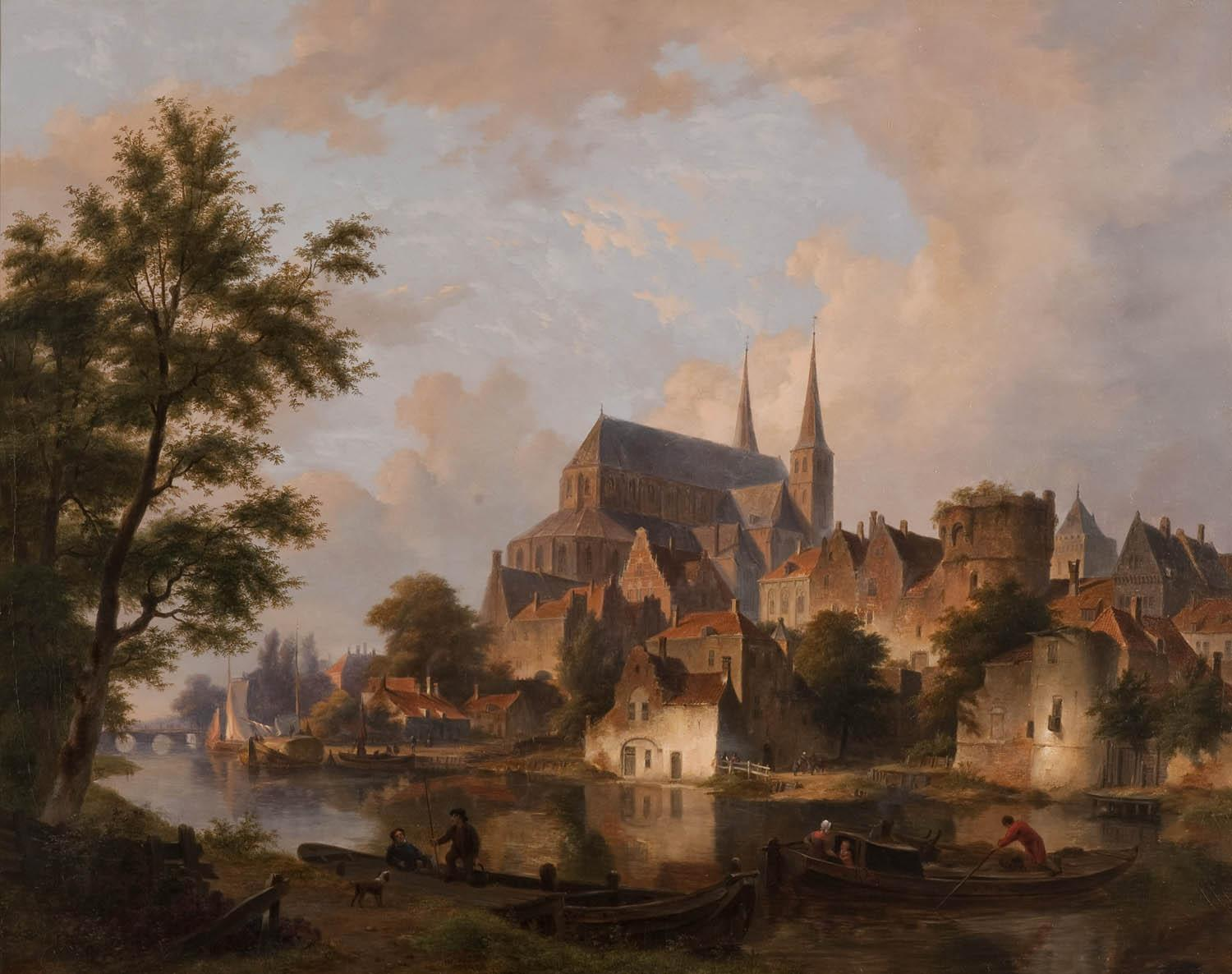
Paisaje urbano Capriccio , Elementos de Deventer
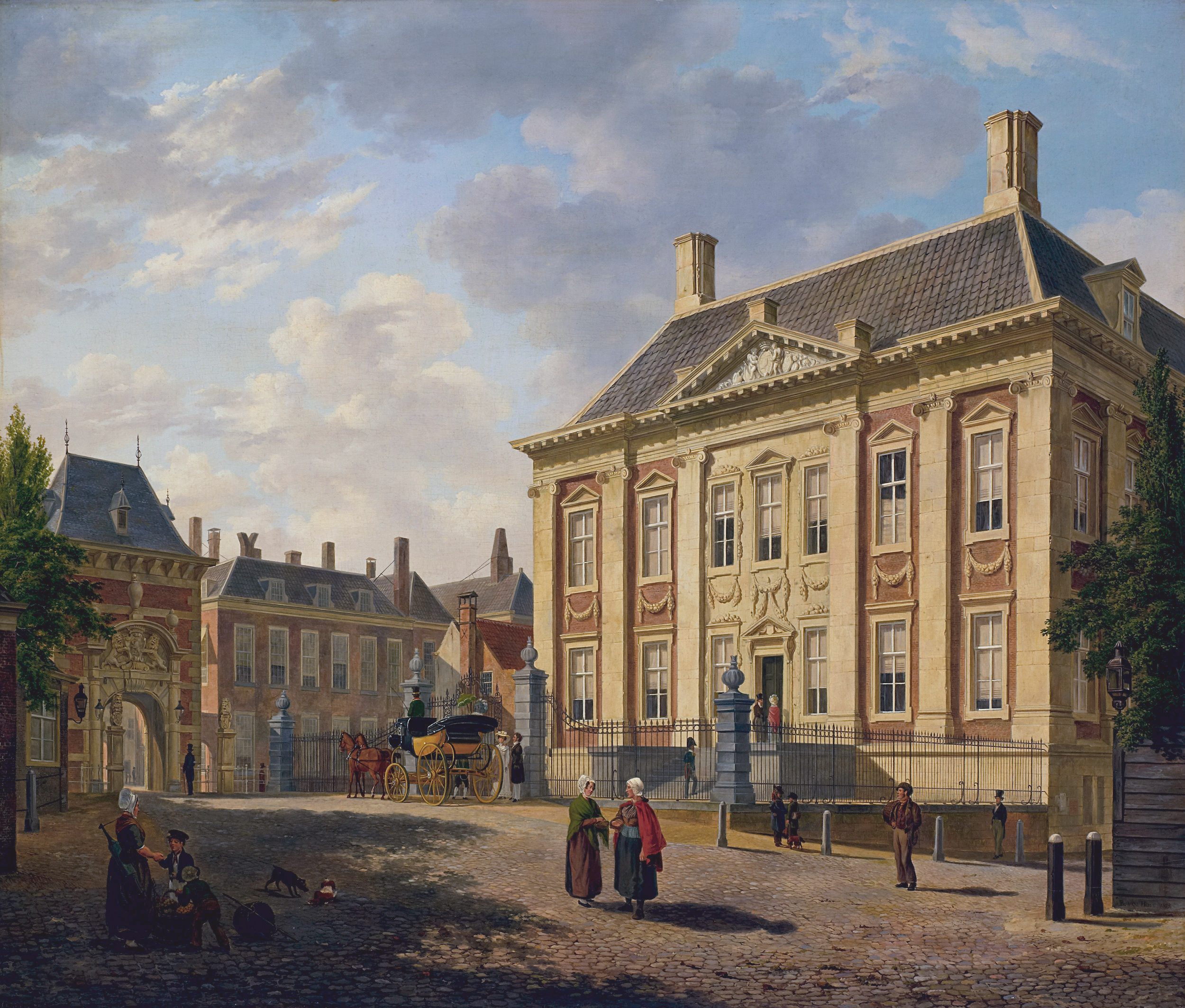
El Mauritshuis en La Haya (1825)
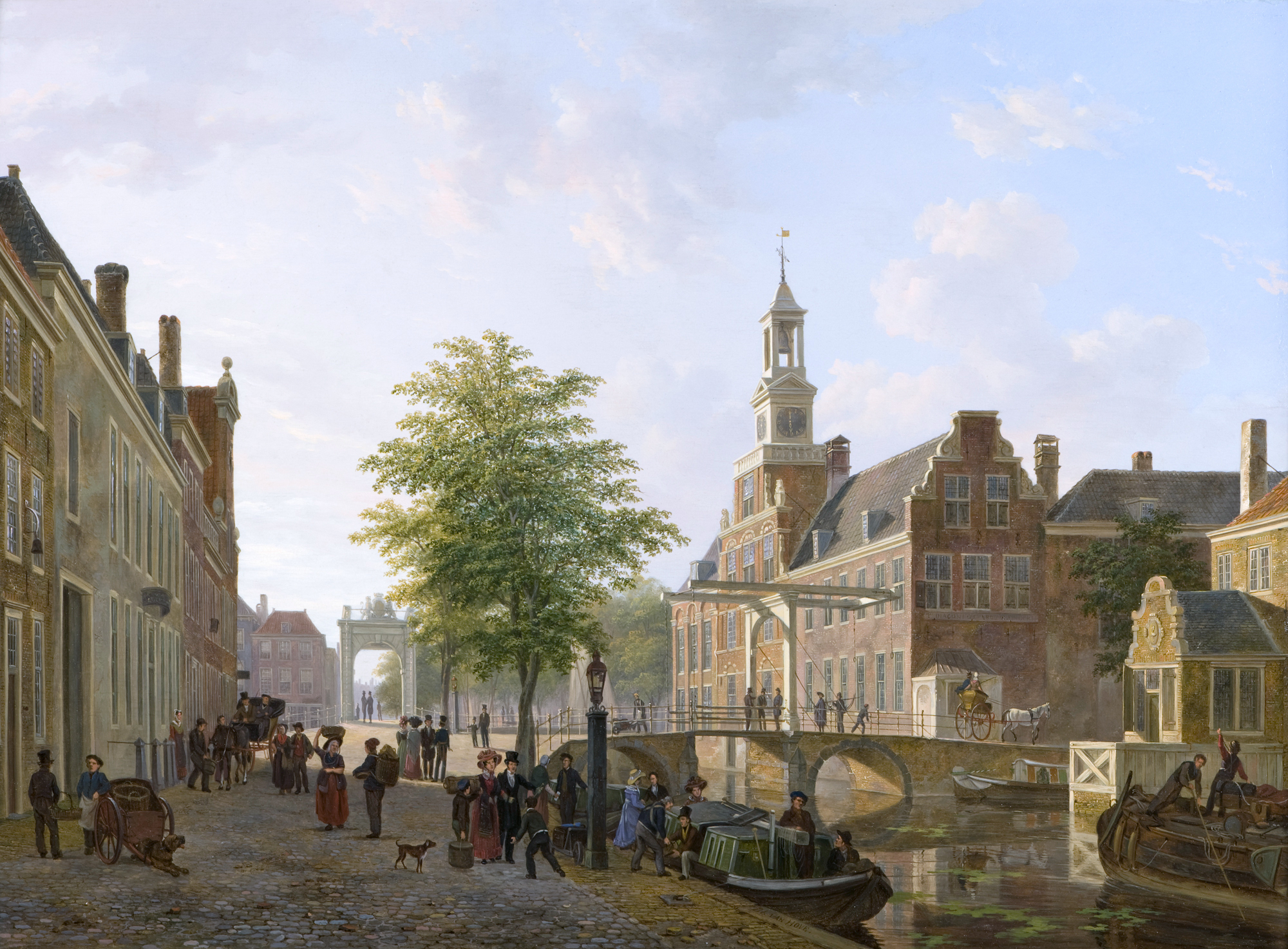
Mujer vieja y el Hospital de niños de La Haya (1830)